# Laramie Peak
Der Laramie Peak ist ein 3132 m hoher prominenter Berg im Osten von Wyoming im County Albany in den USA und liegt im nördlichen Teil des Medicine Bow National Forest. Er ist mit 3132 Metern der höchste Punkt der Gebirgskette der Laramie Mountains, die zu den Rocky Mountains gehören. Der Berg befindet sich im Besitz des Staates.

## Lage
Der Berg liegt etwa 50 Kilometer südlich von Douglas nahe dem Ort Esterbrook. Bei guter Sicht kann er von dem etwa 190 Kilometer entfernten Scotts Bluff National Monument in Nebraska aus dem Norden und der etwa 70 Kilometer entfernten Stadt Rock River von Süden aus gesehen werden. Der Abfluss aus der Region erfolgt über den North Platte River, der über den Mississippi River in den Golf von Mexiko mündet.

## Geologie
Entstanden sind die Laramie Mountains bei der Anhebung der Nordamerikanischen Platte vor etwa 72 - 40 Millionen Jahren. Zur Geologie der Region siehe Hauptartikel: Laramische Gebirgsbildung.

## Name

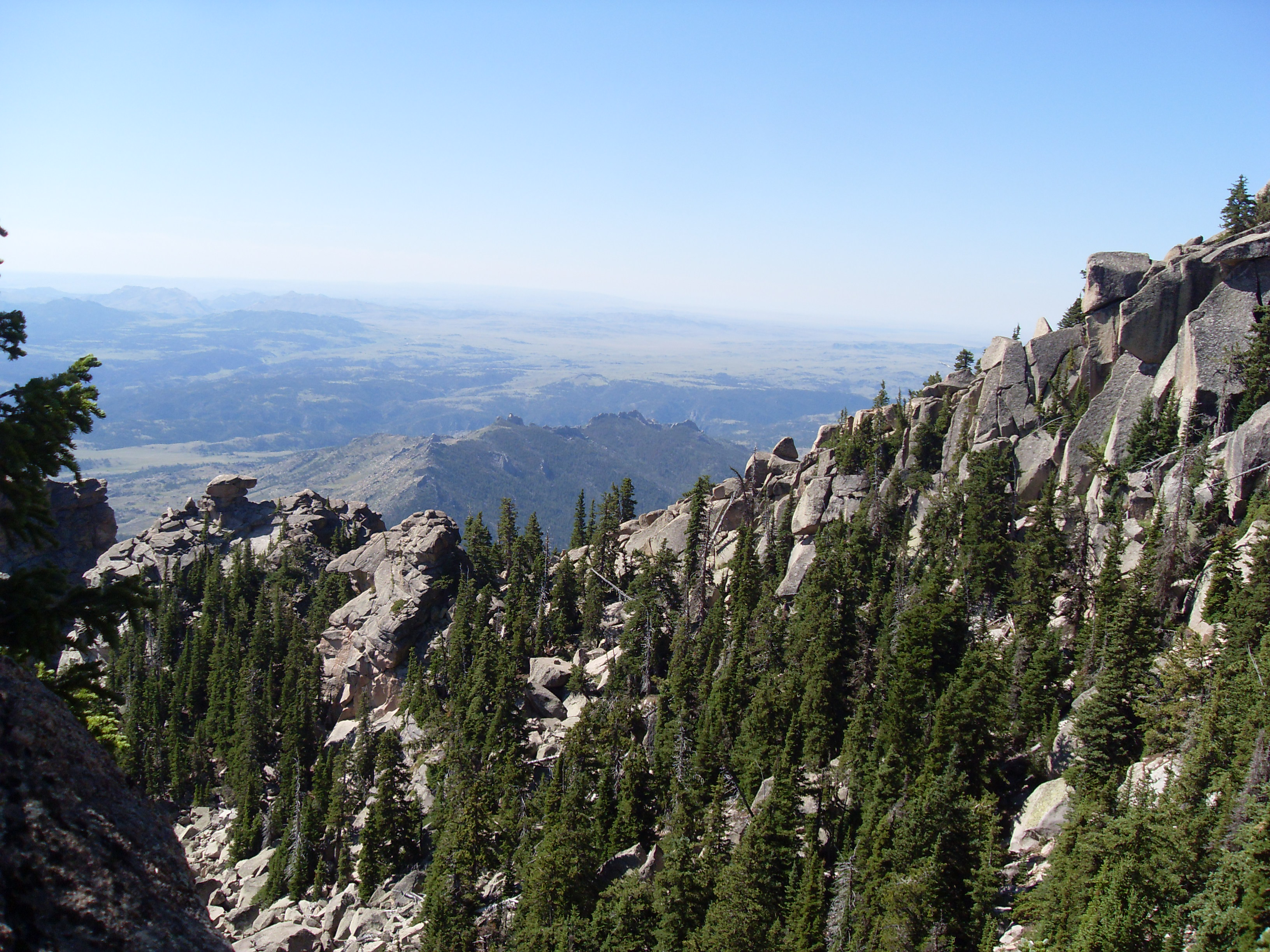
Blick von der Spitze des Laramie Peak in Richtung Glendo State Park

Der Name des Berges stammt von Jacques La Ramee, einem franko-kanadischen Pelzhändler und Mountain Man, der in den 1820er Jahren in dieser Gegend lebte. Seine Leiche wurde an der Mündung des Laramie Rivers gefunden. Neben dem Fluss und dem Berg sind weitere Orte, wie die Stadt Laramie, Fort Laramie, und Laramie County nach ihm benannt.

## Geschichte

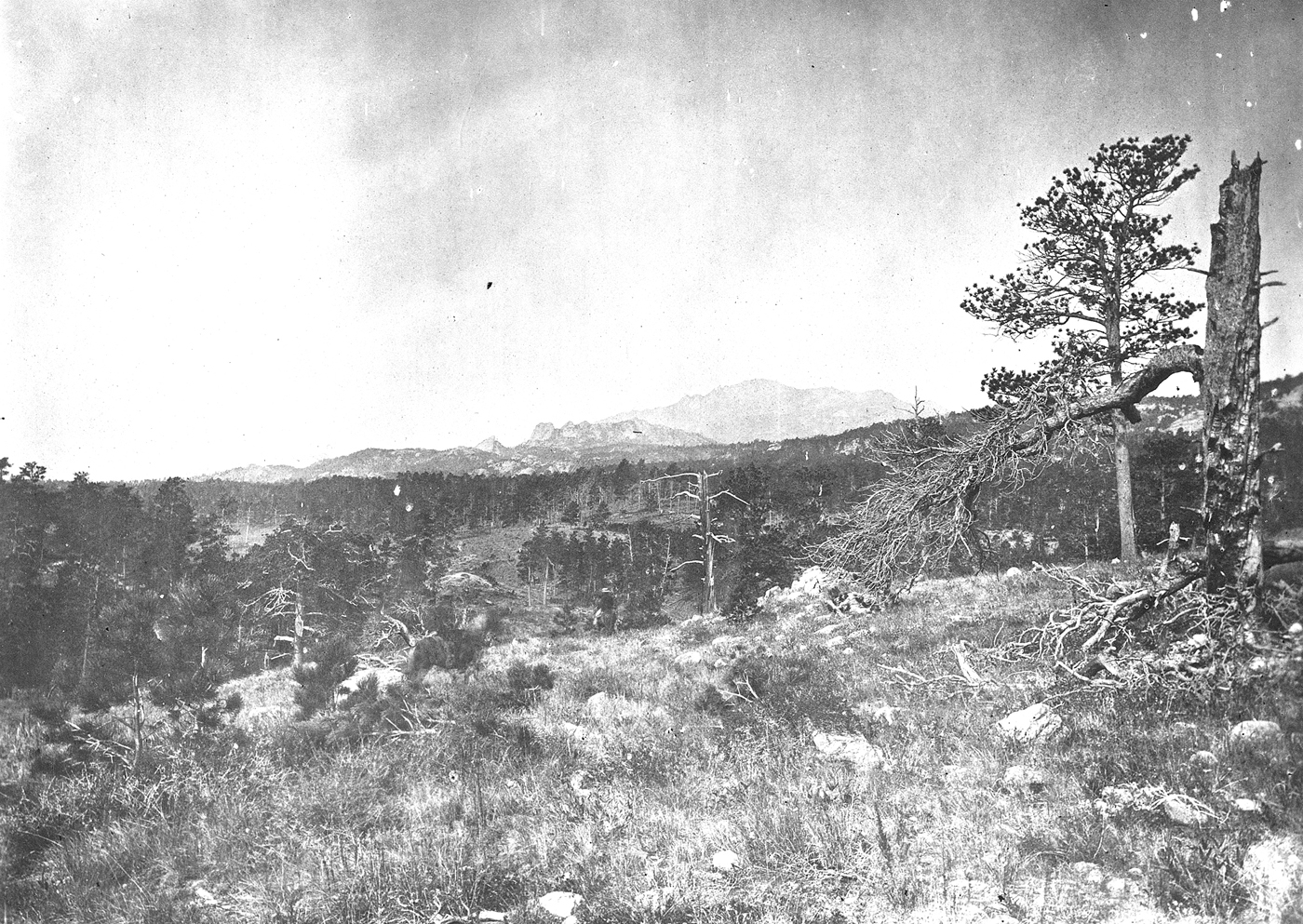
Laramie Peak aus der Nähe des Gipfels des Big Cottonwood. W.H Jackson, 1870

Laramie Peak war eine bekannte Landmarke für die Siedler, die auf dem Mormon Trail und dem Oregon Trail Richtung Westen zogen. Ab etwa Scotts Bluff war der Laramie Peak am Horizont zu sehen. Die Siedler folgten hier auf ihrem Treck dem Platte River und dem North Platte River aus Nebraska in den Osten von Wyoming. Der Berg signalisierte das Ende des relativ ebenen Weges und den Anfang des Aufstiegs in die Berge und damit den beschwerlichen Teil der Reise in den Rocky Mountains. Der Weg führte um den Laramie Peak herum, und für etwa eine Woche begleitete sein Gipfel am Horizont die Reisenden.
Mark Twain schrieb in seinem Buch Durch dick und dünn über den Berg: „We passed Fort Laramie in the night, and on the seventh morning out we found ourselves in the Black Hills, with Laramie Peak at our elbow (apparently) looming vast and solitary -- a deep, dark, rich indigo blue in hue, so portentously did the old colossus frown under his beetling brows of storm-cloud. He was thirty or forty miles away, in reality, but he only seemed removed a little beyond the low ridge at our right.“

## Erreichbarkeit

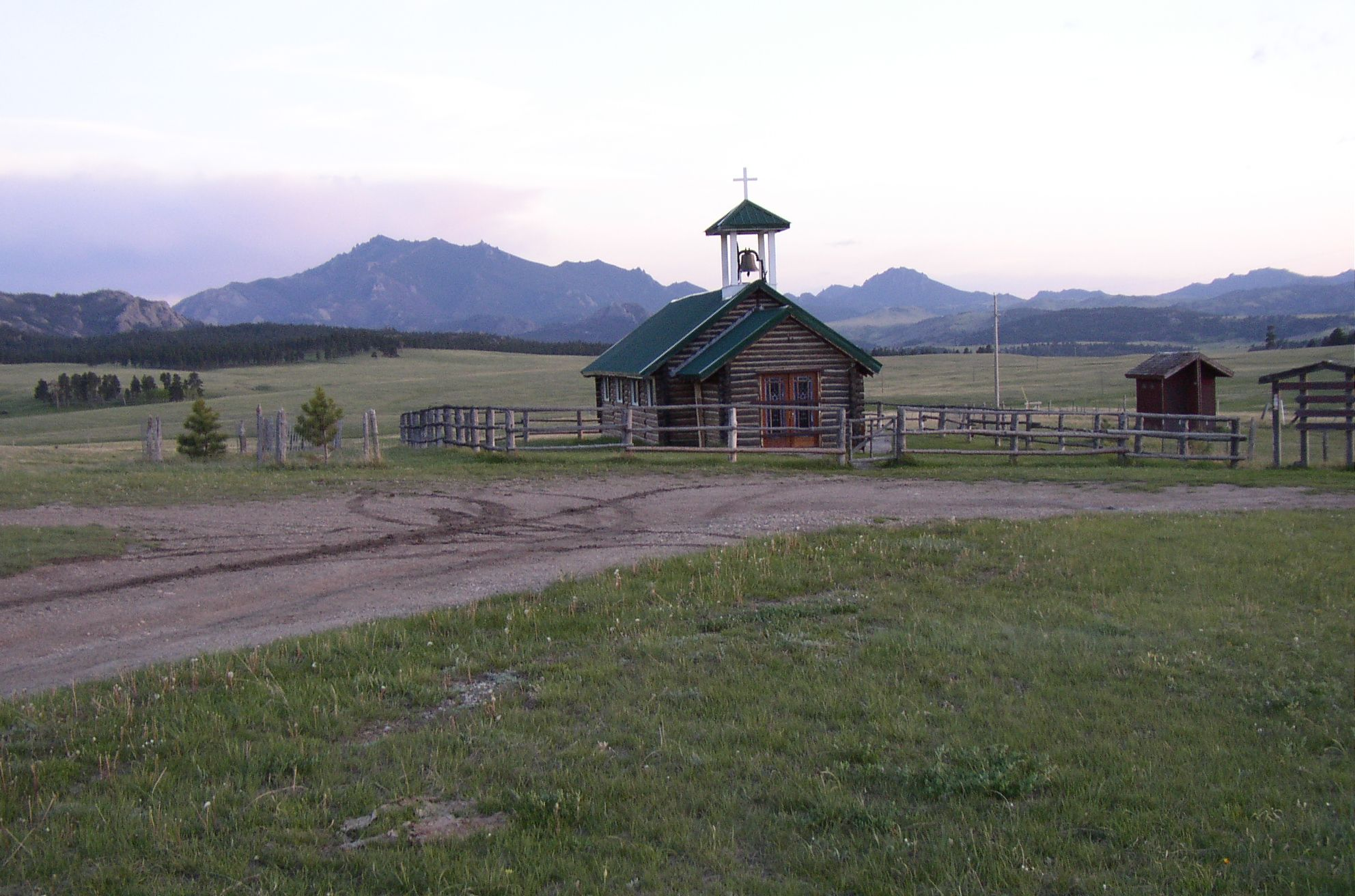
Laramie Peak aus dem Ort Esterbrook

Die Autobahn Interstate 25 erlaubt zwischen Casper und Cheyenne einen guten Ausblick auf den Berg. Zu erreichen ist er von Douglas Richtung Esterbrook, größtenteils über unbefestigte Wege. Etwa 10 Kilometer südlich von Esterbrook befindet sich der Friend Park Campground Campingplatz, der als Basis für Wanderungen zum Berg genutzt werden kann. Von aus hier führt ein gut ausgebauter Wanderweg, der vom United States Forest Service unterhalten wird bis zum Gipfel. Er hat eine Länge von etwa acht Kilometern und überwindet dabei eine Höhendifferenz von etwa einem Kilometer.

## Nutzung

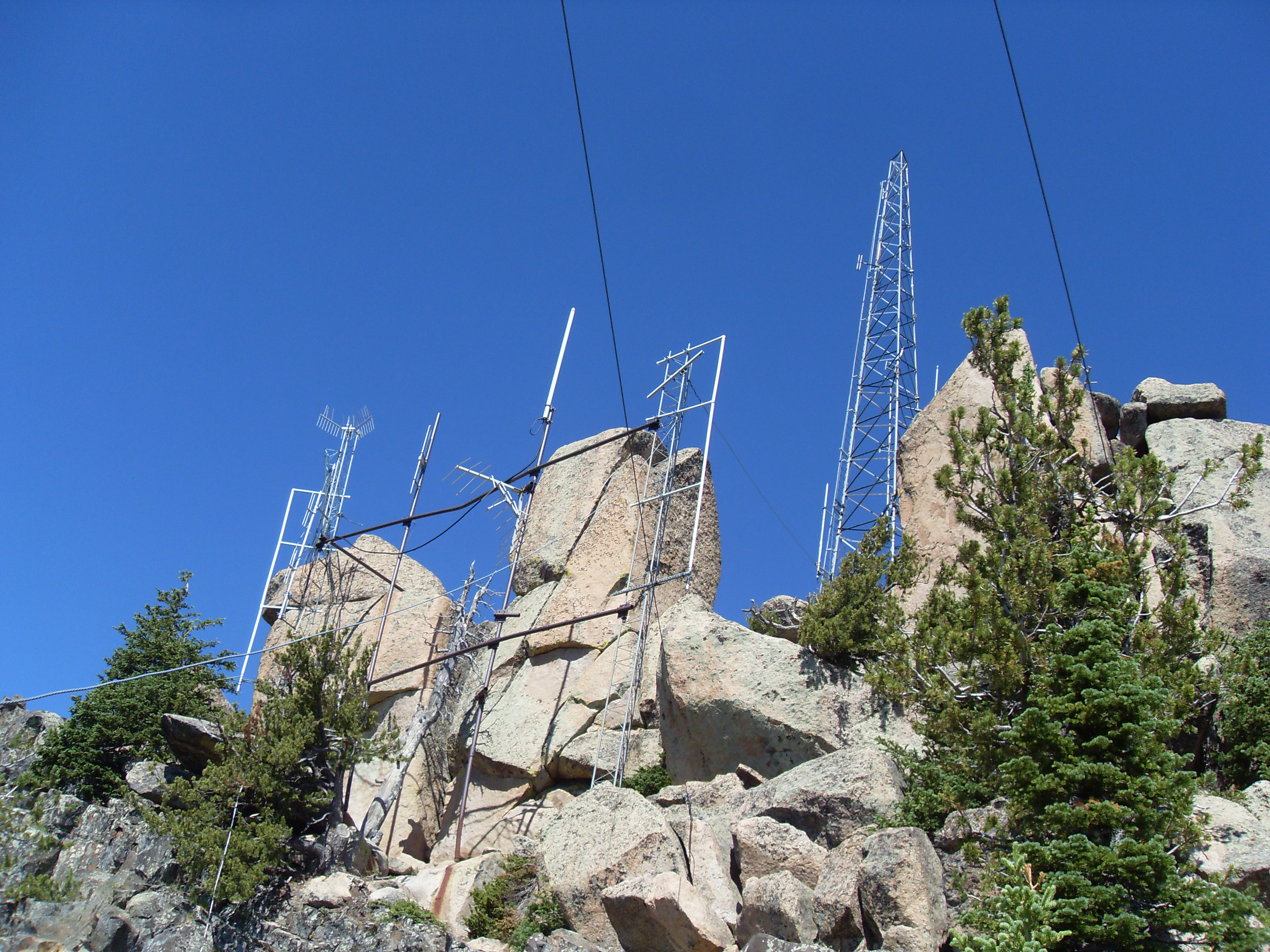
Antennenanlagen auf der Spitze des Laramie Peak

Auf der Spitze des Berges befindet sich eine Landeplattform für Hubschrauber, einige kleine Hütten sowie unterschiedliche Antennenanlagen, unter anderem ein GSM-Sender, ein Verstärker des ehemaligen Radiosenders KWBI (91.3 MHz) der Colorado Christian University und weitere Antenneninstallationen. Die Antennenanlagen sind in schlechtem Zustand und zurzeit nicht in Benutzung (Sommer 2010).